# Maneater (Computerspiel)
Maneater ist ein Action-Rollenspiel, das von Tripwire Interactive entwickelt und veröffentlicht wurde.

## Spielprinzip
Der Spieler übernimmt die Kontrolle über einen weiblichen Bullenhai, der sich in einer offenen Welt weiterentwickeln und überleben muss, um sich an einem Fischer zu rächen, der sie als Jungtier entstellt und ihre Mutter getötet hat.

## Veröffentlichung
Maneater wurde im Mai 2020 für Windows, PlayStation 4 und Xbox One, im November für Xbox Series X/S und PlayStation 5 und im Mai 2021 für Nintendo Switch veröffentlicht. Der herunterladbare Inhalt, Truth Quest, wurde im August 2021 veröffentlicht. Es spielt nach der Haupthandlung und folgt dem Hai auf seiner Reise zu einem mysteriösen Experimentierfeld und konfrontiert ein radioaktives Monster, das in Port Clovis Chaos verursacht. Das Spiel war ein kommerzieller Erfolg und verkaufte sich mehr als 14 Millionen Mal.

## Rezeption
Maneater erhielt überwiegend durchschnittliche Kritiken. Kritisiert wurde vor allem die schlechte Steuerung. IGN kritisierte auch die schlechte Steuerung, jedoch wurde die Prämisse gelobt. Screen Rant lobte die B-Movie-Stil.

„Kurzzeitig unterhaltsames, aber hässliches Action-Spiel, in dem ihr als Hai Menschen und Fressfeinde vernichtet.“